# Open des Pays-Bas (taekwondo)
Pour les articles homonymes, voir Open des Pays-Bas.
L’Open des Pays-Bas est une compétition de taekwondo organisée annuellement par la Fédération néerlandaise de taekwondo.
Ce tournoi est un événement majeur dans le calendrier mondial du fait de son label « WTF-G1 ».

## Palmarès hommes
| WTF-G1 | WTF-G1            | WTF-G1                     | WTF-G1                | WTF-G1               | WTF-G1               | WTF-G1           | WTF-G1              | WTF-G1          |
| Année  | -54 kg            | -58 kg                     | -63 kg                | -68 kg               | -74 kg               | -80 kg           | -87 kg              | +87 kg          |
| ------ | ----------------- | -------------------------- | --------------------- | -------------------- | -------------------- | ---------------- | ------------------- | --------------- |
| 2021   | Adam Selmi        | Cyrian Ravet               | Souleyman Alaphilippe | Javier Pérez         | Marko Golubić        | Richard Ordemann | Roberto Botta       | Rafail Aiukaev  |
| 2020   | Dmitrii Shishko   | Gashim Magomedov           | David Nazaryan        | Sarmat Tcakoev       | Dmitry Artyukhov     | Milad Beigi      | Yury Kirichenko     | Radik Isayev    |
| 2019   | Deniz Dagdelen    | Vito Dell'Aquila           | Javad Aghayev         | Fahd Zaouia          | Jack Marton          | Faysal Sawadogo  | Hasan Can Lazoğlu   | Emre Atesli     |
| 2018   | Bailey Lewis      | Jesús Tortosa              | Lucas Guzmán          | Kim Seok-bae         | Kasra Mehdipournejad | Richard Ordemann | Vladislav Larin     | In Kyo-don      |
| 2017   | Gashim Magomedov  | Tawin Hanprab              | Mahammad Mammadov     | Peter Longobardi     | Damir Fejzić         | Yunus Sarı       | Ramin Azizov        | Radik Isayev    |
| 2016   | Mikhail Artamonov | Milos Gladovic             | Sergey Lupeta         | Eduardo Longobardi   | Said Ustaev          | Albert Gaun      | Vladislav Larin     | Yuri Kirichenko |
| WTF-G2 |                   |                            |                       |                      |                      |                  |                     |                 |
| 2015   | Armin Hadipour    | Farzan Ashour Zadeh Fallah | Siddhartha Bhat       | Alexey Denisenko     | Seif Eissa           | Damon Sansum     | Mehdi Khodabakhshi  | Sajjad Mardani  |
| 2014   | Mikayil Aliyev    | Rui Bragança               | Mohamed Asal          | Daniel Manz          | Henrique Moura       | Aaron Cook       | Mbar Ndiaye         | Sajjad Mardani  |
| ETU-A  |                   |                            |                       |                      |                      |                  |                     |                 |
| 2013   | Nidal Abarahou    | Levent Tuncat              | Dimitriy Frank        | Filip Grgic          | Christopher Iliesco  | Yunus Sarı       | Marc-André Bergeron | Mahama Cho      |
| 2012   | Ali Shakeri       | Yasin Akbarnetaj Shoob     | Jordan Gayle          | Alireza Nasr Azadani | Ilkin Shahbazov      | Aaron Cook       | Masoud Hajizavareh  | Hossein Tajik   |
| WTF-G1 |                   |                            |                       |                      |                      |                  |                     |                 |
| 2011   | Giorgio Janmaat   | Rui Bragança               | Nuno Costa            | Dennis Bekkers       | Yousif Al-Zubeidy    | Ivan Trajkovič   | Carlo Molfetta      | Leonardo Basile |
| 2010   | Remzi Başakbuğday | Fırat Pozan                | Cem Uluğnuyan         | Christopher Iliesco  | Servet Tazegül       | Mamédy Doucara   | Yousef Karami       | Hossein Tajik   |
| ETU-A  |                   |                            |                       |                      |                      |                  |                     |                 |
| Année  | -54 kg            | -58 kg                     | -62 kg                | -67 kg               | -72 kg               | -78 kg           | -84 kg              | +84 kg          |
| 2009   | Federico Ferriol  | Guillermo Pérez            | Alfonso Victoria      | Erick Osornio        | Servet Tazegül       | Nikolaos Tzellos | Michael Oogink      | Ferry Greevink  |
| 2008   | Amir Ben-david    | Guillermo Pérez            | Mohammad Babadi       | Dennis Bekkers       | Bojan Bijelic        | Kourosh Rajoli   | Yousef Karami       | Ferry Greevink  |
| 2007   | Tyrone Robinson   | Gouroufidis Miltiadis      | Rafik Zohri           | Servet Tazegül       | Rıdvan Baygut        | Rosendo Alonso   | Bruno Ntep          | Mickaël Borot   |

## Palmarès femmes
| WTF-G1 | WTF-G1                    | WTF-G1                 | WTF-G1            | WTF-G1          | WTF-G1           | WTF-G1                 | WTF-G1          | WTF-G1               |
| Année  | -46 kg                    | -49 kg                 | -53 kg            | -57 kg          | -62 kg           | -67 kg                 | -73 kg          | +73 kg               |
| ------ | ------------------------- | ---------------------- | ----------------- | --------------- | ---------------- | ---------------------- | --------------- | -------------------- |
| 2021   | Nina Zampetti             | Adriana Cerezo         | Inese Tarvida     | Sandy Macedo    | Caroline Santos  | Cecilia Castro         | Lauren Williams | Dana Azran           |
| 2020   | Larisa Medvedeva          | Elizaveta Ryadninskaya | Julia Ronken      | Arlet Ortiz     | Jolanta Tarvida  | Farida Azizova         | Polina Khan     | Lorena Brandl        |
| 2019   | Dina Pouryounes Langeroud | Miyu Yamada            | Madeline Folgmann | Laurygan Célin  | Ana Ciuchitu     | Farida Azizova         | Marie-Paule Blé | Maeva Mellier        |
| 2018   | Dina Pouryounes Langeroud | Iris Sing              | Tatiana Kudashova | Andrea Bosch    | Magda Wiet-Hénin | Kim Jan-di             | Alema Hadzic    | Aleksandra Kowalczuk |
| 2017   | Rukiye Yıldırım           | Merve Dinçel           | Dürdane Altunel   | Mayu Hamada     | Ana Ciuchitu     | Farida Azizova         | Jade Slavin     | Nafia Kus            |
| 2016   | Rukiye Yıldırım           | Svetlana Igumenova     | Tatiana Kudashova | Raheleh Asemani | İrem Yaman       | Nur Tatar              | Reshmie Oogink  | Bianca Walkden       |
| WTF-G2 |                           |                        |                   |                 |                  |                        |                 |                      |
| 2015   | Lin Wang-Ting             | Tijana Bogdanovic      | Madeline Folgmann | Jade Jones      | Lauren Williams  | Elin Johansson         | Milica Mandic   | Nafia Kus            |
| 2014   | Kyriaki Kouttouki         | Ganna Soroka           | Suvi Mikkonen     | Jade Jones      | Rabia Güleç      | Anastasia Baryshnikova | Reshmie Oogink  | Anne-Caroline Graffe |
| ETU-A  |                           |                        |                   |                 |                  |                        |                 |                      |
| 2013   | Asia Bailey               | Rukiye Yıldırım        | Ivett Gonda       | Raheleh Asemani | Marina Sumić     | Haby Niaré             | Nur Tatar       | Gwladys Épangue      |
| 2012   | Iryna Romoldanova         | Yang Shu-chun          | Ana Zaninović     | Nidia Muñoz     | Carmen Marton    | Reshmie Oogink         | Jackie Galloway | Edines Kurtovic      |
| WTF-G1 |                           |                        |                   |                 |                  |                        |                 |                      |
| 2011   | Iryna Romoldanova         | Ekaterina Pulina       | Caroline Fisher   | Josiane Lima    | Joyce Van Baaren | Simona Hradilova       | Nuša Rajher     | Katharina Weiss      |
| 2010   | Rukiye Yıldırım           | Lucija Zaninović       | Ana Zaninović     | Bat-El Gatterer | Karine Sergerie  | Nur Tatar              | Gwladys Épangue | Tuğba Abuş           |
| ETU-A  |                           |                        |                   |                 |                  |                        |                 |                      |
| Année  | -47 kg                    | -51 kg                 | -55 kg            | -59 kg          | -63 kg           | -67 kg                 | -72 kg          | +72 kg               |
| 2009   | Sümeyye Manz              | Eleni Tagkou           | Ania Milkin       | Martina Zubčić  | Marina Sumić     | Marjolijn Abbink       | Nuša Rajher     | Ivana Zagar          |
| 2008   | Louise Mair               | Ana Zaninović          | Bat-El Gatterer   | Iridia Salazar  | Pınar Budak      | Marlène Harnois        | Sarah Stevenson | Laurence Rase        |
| 2007   | Francine Lahély           | Brigitte Yagüe         | Caroline Marton   | Pınar Budak     | Sara Barbero     | Gwladys Épangue        | Sarah Stevenson | Assulayyil Madrigal  |